# Guillermo Ortíz Martínez
Pour les articles homonymes, voir Guillermo Martínez, Ortiz et Martinez.
Guillermo Ortiz Martínez est un homme politique et économiste mexicain. Il est né le 21 juillet 1948 à Mexico. Son père était général. Il étudia l'économie à l'université de Mexico, où il obtint une licence en 1972 puis partit poursuivre ces études en Californie, États-Unis afin d'obtenir un doctorat. Il travailla entre 1977 et 1984 à la banque centrale du Mexique en tant qu'économiste. Il était représentant du FMI pour le Mexique entre 1984 et 1988. Il a été jusqu'au 31 décembre 1998 ministre des Finances et du crédit public sous la présidence de Ernesto Zedillo.

## Biographie

### Fonctions politiques
En 1998, Zedillo le nomma gouverneur de la banque centrale du Mexique ; le poste de Secrétaire des Finances et du Crédit Public du Mexique fut alors cédé à José Angel Gurría Treviño qui était Secrétaire des Relations Extérieures du Mexique. Il succéda à Miguel Mancera Aguayo dont le mandat prit fin le 31 décembre 1998, et qui avait été gouverneur de la banque centrale depuis environ 15 ans. Son premier mandat, débuté le 1er janvier 1998, s'achève le 31 décembre 2003. En 2004, il a été réélu pour six ans par le Congrès sur recommandation du président Vicente Fox. En tant que gouverneur de la banque centrale, il s'efforça de réduire l'inflation.